# Fale centymetrowe
Fale centymetrowe (ang. super high frequency, SHF) – zakres fal radiowych (pasmo radiowe) o częstotliwości: 3-30 GHz i długości 1-10 cm.
Stosowane w łączności satelitarnej up-link, down-link, międzysatelitarnej, radioliniach łączności naziemnej, urządzeniach radiolokacyjnych (radar), radioastronomii, łączności z sondami kosmicznymi (również międzyplanetarnymi i głębokiego kosmosu - sondy Pioneer i Voyager, sonda Deep Space).
W tym zakresie pracują też niektóre bezprzewodowe sieci komputerowe Wi-Fi (5 GHz) i WiMax.